# Genoa (New York)
Genoa è un comune degli Stati Uniti d'America, situato nello Stato di New York, nella contea di Cayuga.